# سددما
سددما (به لاتین: Sededema) یک رود در روسیه است که در یاقوتستان واقع شده‌است.